# 黄斑
黄斑（おうはん、英: macula ）とは、眼球内部の網膜の中心部で黄色を呈した部分をさす。黄色く見えるのはこの部分にキサントフィルという黄色の色素が多いため。黄斑の中心に中心窩といい、視細胞が最もきめ細かく配置されている場所であり、視野のなかで最も解像度がよい部分である。
視細胞には明るさに鋭敏な桿体細胞と、色彩に鋭敏な錐体細胞とがあり、黄斑では錐体細胞の密度が高い。このため、見ているものの形や色彩をはっきり見分けることができ、視力の中心的機能を担う。
黄斑から周囲に離れるにつれ錐体細胞は少なくなっていき、桿体細胞が多くなる。暗がりであってもわずかな明るさの変化を広い範囲で感じることができるのはこのためで、形の詳細はわからなくても「何かが動いた」ことは知覚することができる。これが動体視力である。ここで、なにかが動いたことを察知した後、目のある頭や体の方向、目自体をその対象にむける知覚認知行動としての反射（眼球運動反射）が起きる。これは「何か」を黄体で捉えてより詳細に形や色彩などを見ようとする無意識の行動である。